# Gabrje pri Stični
Gabrje pri Stični este o localitate din comuna Ivančna Gorica, Slovenia, cu o populație de 119 locuitori.